# Khaled Khalifa
Khaled Khalifa, född 1964 i provinsen Aleppo, död 30 september 2023 i Damaskus, var en syrisk författare och poet. 
Han utbildade sig till jurist på universitetet i Aleppo. Khalifa skrev tre romaner, manus för libanesisk tv och film, och var regelbunden skribent på flera arabiska dagstidningar. 2008 valdes han ut till korta listan för International Prize for Arabic Fiction ("det arabiska Bookerpriset") för romanen In Praise of Hatred som behandlar livet i det oppressiva och fundamentalistiska syriska samhället.